# (1596) Itzigsohn
(1596) Itzigsohn – planetoida z pasa głównego asteroid okrążająca Słońce w ciągu 4,92 lat w średniej odległości 2,89 au. Została odkryta 8 marca 1951 roku w obserwatorium w La Placie przez Miguela Itzigsohna. Nazwa planetoidy pochodzi od nazwiska odkrywcy i została nadana przez Obserwatorium La Plata. Przed jej nadaniem planetoida nosiła oznaczenie tymczasowe (1596) 1951 EV.